# Montréal Duets
Montréal Duets ist ein Jazzalbum von Barney Wilen und Alain Jean-Marie. Die am 4. Juli 1993 auf dem Festival International de Jazz de Montréal in der Église du Gesù in Montréal entstandenen Aufnahmen erschienen 2023 auf Elemental Music.

## Hintergrund
Der Saxophonist Barney Wilen und der Pianist Alain Jean-Marie Alain Jean-Marie spielten Mitte 1993 zwei Konzerte am selben Abend im Rahmen des internationalen Jazzfestivals in Montréal. Sie boten ein Programm, das weitgehend aus bekannten Jazzstandards wie
„All The Things You Are“ bestand, mit dem die beiden Teile begannen. Sie endeten jeweils mit Gordon Jenkins′ Stück „Goodbye“, das die Schluss-Erkennungsmelodie von Benny Goodman war.

## Titelliste
- Barney Wilen & Alain Jean-Marie: Montréal Duets (Elemental Music – 5990436)[1]

CD 1 First Concert (8:00 PM)
1. All The Things You Are (Jerome David Kern, Oscar Hammerstein II) 10:34
2. Skang in Central Park (John Lewis) 10:52
3. ’Round Midnight (Thelonious Monk) 10:36
4. Medley: Repetition / No Problem (12:19)
5. Repetition (Neal Hefti) / No Problem (Duke Jordan) / My Funny Valentine (Dedicated to Chet Baker) (Rodgers und Hart) 9:25
6. A Night in Tunisia (Dedicated to Dizzy Gillespie) (Dizzy Gillespie, Frank Paparelli) 6:00
7. Latin Alley (Alain Jean-Marie) 7:20
8. Goodbye (Gordon Jenkins) 7:58

CD 2 Second Concert (10:30 PM)
1. All the Things You Are #2 (Jerome Kern, Oscar Hammerstein II) 5:12
2. Skating in Central Park #2 (John Lewis) 9:08
3. I’m a Fool to Want You (Dedicated to Chet Baker) (Frank Sinatra, Jack Wolf, Joel Herron) 9:26
4. Bohemia After Dark (Oscar Pettiford) 6:27
5. ’Round Midnight #2 (Thelonious Monk) 8:32
6. Medley: Repetition #2 / No Problem #2 (Neal Hefti/Duke Jordan) 9:34
7. A Night in Tunisia #2 (Dedicated to Dizzy Gillespie) (Dizzy Gillespie, Frank Paparelli) 6:27
8. Bésame Mucho (Consuelo Velázquez, Sunny Skylar) 10:03
9. Goodbye #2 (Gordon Jenkins) 7:27

## Rezeption
Steve Voce verlieh dem Album im britischen Jazz Journal vier Sterne und schrieb, Wilen sei schon früh zu internationaler Berühmtheit gelangt, als er im November 1957 den Posten des Saxophonisten nach Sonny Rollins und John Coltrane in der Band von Miles Davis übernommen hatte. Dies sei ein bemerkenswerter [Karriere-]Sprung für den jungen Mann aus Nizza gewesen, obwohl er sich unter den besuchenden Amerikanern bereits einen Namen als guter Freund gemacht hatte. Nach seiner Tour mit Miles Davis entpuppte er sich schließlich als eloquenter und klarer Solist in der Hardbop-/Mainstream-Manier, die auf diesen Aufnahmen zu hören sei. Barney hatte zu diesem Zeitpunkt noch drei Jahre zu leben.